# Decatur (Schiff, 1998)
Die USS Decatur (DDG-73) ist ein Zerstörer der Arleigh-Burke-Klasse. Sie wurde nach Commodore Stephen Decatur benannt.

## Geschichte
Die Decatur wurde 1993 bei Bath Iron Works in Auftrag gegeben und Anfang 1996 auf Kiel gelegt. Nach zehn Monaten Bauzeit lief das Schiff vom Stapel und wurde im August 1998 bei der United States Navy in Dienst gestellt.
Im Anschluss folgten erste Testfahrten sowie die Verlegung an die Westküste; die Decatur wurde in San Diego stationiert. Am 7. Januar 2000 verließ das Schiff den Hafen, lud Waffen in Pearl Harbor und nahm dann an einer Übung mit der Marine Südkoreas im Gelben Meer teil. Nach Besuchen in den Häfen unter anderem von Guam, den Fidschi-Inseln und Australien erreichte der Zerstörer im Juni wieder San Diego. Nach kleineren Reparaturen und Operationen in lokalen Gewässern begann im November 2001 die nächste Verlegung, als Teil der Kampfgruppe um die John C. Stennis im Rahmen der Operation Enduring Freedom, später begleitete das Schiff eine Gruppe um die Peleliu, in der unter anderem auch die Greenville fuhr.
Auf der dritten Fahrt, die im August 2003 begann und die Decatur in den Persischen Golf führte, brachte sie eine Dau mit einer Ladung von zwei Tonnen Drogen auf, die Al-Qaida gehört haben sollen. 2006 war der Zerstörer, als Teil der Kampfgruppe um die Ronald Reagan, an der Übung Valiant Shield beteiligt. Am 21. Februar 2008 lieferte die Decatur zusammen mit ihrem Schwesterschiff Russell Radar- und Bahndaten für den Abschuss des Satelliten USA-193 durch den Kreuzer Lake Erie. Im Mai 2008 verlegte die Decatur wiederum als Geleitschutz der Reagan in den Persischen Golf, 2009 dann in den westlichen Pazifik. Im April 2013 wurde sie Richtung Nordkorea in Marsch gesetzt.
Am 30. September 2018 kam es zwischen der Decatur und den Lenkwaffenzerstörer Lanzhou der chinesischen Marine der Volksbefreiungsarmee mit rund 41 Metern durch gegenseitige Manöver zu einer sehr nahen Begegnung beim Riff Nanxun Jiao (Gaven Reefs), dass zu den Spratly-Inseln gehört.